# 綾町立綾中学校
綾町立綾中学校（あやちょうりつ あやちゅうがっこう）は、宮崎県東諸県郡綾町大字北俣にある公立中学校。

## 沿革
- 1947年5月8日 - 綾町立綾中学校として大字南俣279の青年学校跡に開校。
- 1960年12月21日 - 町議会により、大字北俣497-1の県企業局跡への移転が決定。
  - 旧企業局舎を改修し本館として利用。旧校舎を移築。
- 1961年9月1日 - 移転工事及び生徒の移転が完了。
- 1968年12月28日 - プール竣工。
- 1974年3月25日 - 鉄筋コンクリート校舎への移転完了。

## 概要
- 生徒数 197人
- 学級数 8（通常学級6、特別支援学級2）
- 職員数 18人

（2015年7月28日現在）

## 学区
- 綾町全域

## 交通
- 宮崎交通バス綾線「綾待合所」下車

## 著名な卒業生
- 児玉ひかる - 柔道選手